# Басов, Яков Александрович
Я́ков Алекса́ндрович Ба́сов (укр. Басов Яків Олександрович; 20 января [2 февраля] 1914, Симферополь — 16 марта 2004, Ялта, АР Крым) — советский и украинский художник. Заслуженный художник Украинской ССР (1978), Народный художник Украины (2004).
Самобытное творчество художника относят к направлениям «претворённого (индивидуально-субъективного) реализма», романтизма, отмечают тесную связь с импрессионизмом. В центре творчества Я. Басова — человек, его душевные переживания.

## Биография
Родился 2 февраля 1914 года в Симферополе.
Живописно-художественное образование началось в студии академика живописи Н. С. Самокиша. Вместе с ним в той же студии Самокиша с 1928 по 1934 год учился симферополец Мемет Абселямов.
По рекомендации Н. С. Самокиша продолжал обучение в Ленинградском институте живописи, скульптуры и архитектуры с 1933 по 1937 год. Прошел мастерские Павла Наумова, Дмитрия Кардовского, Василия Шухаева.
В 1941—1946 годах служил в рядах Советской Армии, участвовал в Великой Отечественной войне.
С 1946 года жил и работал в Крыму — в Алупке и Ялте. Здесь он трудился более 50 лет, выезжая для работы в среднюю полосу России, Карелию, Якутию, Украину. В 1997 году на основе коллекции картин, подаренных городу Алупке, был открыт Городской музей живописи художника.
Произведения художника экспонировались на 63 персональных и многочисленных коллективных выставках на Украине, в России, на 37 выставках в 22 странах мира, в том числе Канаде, Голландии, Норвегии, Австрии, Германии, Японии, Бельгии, Польше, США, Италии, Испании, Англии, Франции.
Более 600 работ были переданы художником в дар музеям Крыма, более 100 работ находятся в собраниях 42 музеев Украины и за рубежом. Коллекции работ Якова Басова являются частью постоянной экспозиции Ливадийского дворца-музея и Алупкинского государственного дворцово-паркового заповедника.
Яков Басов скончался 16 марта 2004 года в Алупке на 91-м году жизни.

## Творчество
В основе работ Я. Басова лежит принцип антропоцентризма. Этот принцип — ядро и двигатель эволюции художественной манеры художника, точка отсчета в эстетических рассуждениях. Согласно убеждениям художника, диалогичность и сотворчество — основа современной живописи и искусства в целом: они становятся возможны в произведении благодаря «правильной недосказанности». Она призвана пробудить в зрителе желание завершить картину, то есть домыслить, дочувствовать. Тем самым картина становится не только предметом отстранённого разглядывания, но и личным творческим объектом. Я. Басов своими работами старается «перевести его [зрителя] на свою орбиту, скорость, ритм и дать возможность тем самым „состыковаться“. Не влиять на него, подавляя ему присущие „скорости“, а увести в свободный полёт прекрасного ощущения жизни».
Основной живописный жанр, в котором работает художник, — пейзаж. Природа понимается как среда формирования сознания человека, как сущность, через которую наиболее полно можно передать все оттенки чувств, обращенные к человеку. Природа в работах Я. Басова выступает живой, динамической, эстетически совершенной стихией. Эта стихия в своём законченном выражении является символом, формой для выражения внутренней, истинной сущности духовности. «Пейзаж — это святая святых для разговора с человеком. Ему близко и небо, и деревья, и море. Это та область, где в диалоге можно встретиться, ответить на вопросы зрителя посредством живописи. Вне доброты не может быть творчества. Дерево — это величайшее религиозное чувство. Религия — это любовь, пронизывающая взгляд на бытие мира. Это не абстракция, если я его дух поднял из бездны чувств»
В плане осмысления образной сути пейзажей Якова Басова знаменательны его размышления о метафоричности и символическом характере живописного языка. Символ, в трактовке художника, имеет двойственный характер: с одной стороны, — это «символ не предметов, а нашего восприятия жизни со всеми тончайшими оттенками», которые дано увидеть художнику; с другой стороны, каждый пейзаж, каждое его состояние имеет свой символ, свой «знак выражения» — это своеобразный «ключ», раскрывающий состояние пейзажа. Поэтому, утверждает автор, изобразительное искусство — это искусство символов, что дает возможность художнику не имитировать зримый мир, создавать не натуралистическое произведение, а передавать движение, «вечный ток жизни», любовь и отчаяние художника.
Композиции Якова Басова острые и разнообразные. Их построение поневоле привлекает зрителя, заставляя стать «участником изображенного», как к примеру, почувствовать себя на борту рыбацкого судна в открытом море или на берегу северного озера, или на полянке осеннего леса. Такое привлечение художником зрителя и побуждение его к восприятию природы — это отличительная черта творческой манеры Басова.

## Основные циклы работ
- Исполненные маслом серии пейзажей Москвы, Ленинграда, Прибалтики, русского Севера, Крыма (1946 — 1962)
- «Сельские мотивы» (1962)
- «По Северу» (1964)
- «Львов» (1965)
- «Моя Украина» (1969)
- «Весна на Украине» (1971)
- «Севастополь» (1972)
- «Керчь рыбацкая» (1974)
- «Весна в колхозе „Украина“» (1975)
- «Земля весенняя» (1977)
- «Черное море» (1978)
- «Якутия» (1978)
- «Земля Украины» (1980)
- «Пейзажи Украины» (1981)
- «Киев сегодня» (1982)
- «Пейзажи Крыма» (1984)
- триптих «Памяти героев Аджимушкая» (1984)
- «Ялта — город у моря» (1987)
- «Земля Тавриды» (1991)
- «Времена года» 1995)
- «Лики древней земли» (1966 — 1998)

## Награды и звания
- Народный художник Украины (2004)
- Заслуженный художник Украинской ССР (1978)
- Лауреат Государственной премии Автономной республики Крым (1997)
- Почётный гражданин Алупки (1999)
- медали
- Почётная грамота Президиума Верховной Рады Автономной Республики Крым (2000)[15]